# Katarrh
Ein Katarrh (auch katarrhalische Entzündung oder Catarrhus; von altgriechisch καταρρεῖν katarrhein, deutsch ‚herunterfließen‘) ist eine Entzündung von Schleimhaut der Atmungsorgane, die mit einer vermehrten Absonderung wässrigen oder schleimigen Sekrets verbunden ist. Früher wurden auch andere Schleimhautentzündungen häufig mit Katarrh bezeichnet, so etwa als „Uteruskatarrh“ bei einer Entzündung der Gebärmutterschleimhaut oder „Blasenkatarrh“ für eine Zystitis.
Umgangssprachlich bezeichnet Katarrh eine Erkältung oder Rhinitis. Sinusitis und Pharyngitis, Laryngitis und Bronchitis sind behandlungsbedürftige, manchmal schwerwiegende Erkrankungen.
Den Katarrh als lokale Erkrankung der Nasenschleimhaut wies 1660 Conrad Viktor Schneider nach.
Ebenso wird auch die Trichodynie im Volksmund als Haarwurzelkatarrh, seltener Haarspitzenkatarrh bezeichnet.
Aus einer Verballhornung des Wortes entstanden die Begriffe Kater (nach übermäßigem Alkoholkonsum) sowie Muskelkater (nach intensiver Muskelbelastung).